# Tito Vestrício Espurina
Tito Vestrício Espurina (em latim: Titus Vestricius Spurinna; c. 24) foi um senador romano que foi cônsul pelo menos duas vezes, a primeira possivelmente em 72 e a segunda, como sufecto para o nundínio de abril de 98, como colegiado do recém-empossado imperador Trajano. Conhecido por ter sido um amigo e um modelo para Plínio, o Jovem. Espurina foi um dos correspondentes de Plínio e também era escritor. Segundo Plínio, os banquetes em sua casa eram geralmente enriquecidos com cenas da comédia romana.
Plínio admirava Vestrício Espurina por sua vida ativa e ordeira mesmo sendo já um septuagenário. Ele gostava de conversar, ler e escrever, se exercitar e de se banhar. Sua alimentação era simples e completa e ele gozava de todas as suas faculdades, mantendo o vigor físico e mental durante sua velhice.

## Origem
Segundo Ronald Syme, não há registros da origem de Vestrício Espurina, que ele próprio afirma ser "presumivelmente um transpadano". Ele também acrescenta que tanto o gentílico quanto o cognome dele são etruscos, afirmando que o primeiro aparece apenas uma outra vez em toda a península Itálica, numa inscrição em Florentia.

## Carreira
Espurina aparece nos registros históricos pela primeira vez durante o ano dos quatro imperadores, quando Ápio Ânio Galo, um dos generais de Otão, o colocou no comando de um destacamento de cerca de 3 000 homens para guardar Placentia enquanto o próprio Galo ocupava Verona. Os homens de Espurina se mostraram bastante rebeldes, ansiosos demais para enfrentar os homens de Vitélio. Quando ele tentou manter sua força dentro da cidade, os soldados ameaçaram se amotinar; engenhosamente, Espurina fingiu que atenderia os pedidos deles. No dia seguinte, os soldados marcharam para fora da cidade, mas, quando a noite caiu, eles se espantaram com a notícia de que teriam que construir um acampamento. Segundo a prática romana da época, o trabalho inclui cavar uma trincheira e erguera uma paliçada à volta do acampamento. Quando os soldados começaram mudar de ideia, os oficiais aproveitaram a chance para elogiar "a visão de Espurina ao selecionar Placentia como fortaleza". Os soldados concordaram e marcharam de volta para Placentia, onde alegremente passaram a trabalhar para melhorar as fortificações já existentes.
Não se sabe o papel de Espurina na Primeira Batalha de Bedríaco, mas Syme nota que Tácito permite que ele "desapareça, talvez misericordiosamente: não há sinal dele durante a batalha ou durante a rendição". É possível que Tácito tenha ouvido a história sobre as tropas inquietas de Espurina ouvindo o relato dele próprio e Syme sugere o mesmo.
Segundo os relatos, ele "não assumiu nenhum cargo sob Domiciano, depois que se tornou desonroso fazê-lo". Quando Nerva assumiu, Espurina foi governador da Germânia Inferior em 97, aos setenta e três anos de idade. Por seu serviço, recebeu a homenagem de uma estátua triunfal.

## Família
A esposa de Vestrício Espurina chamava-se Cócia, provavelmente muito mais jovem. Eles tiveram pelo menos um filho, que morreu por volta de 97 ou 98, antes de conseguir uma carreira significativa. Plínio o chama de Cócio.